# Liste der Ramsar-Gebiete in Südafrika
Die Ramsar-Gebiete in Südafrika sind nach der 1971 beschlossenen Ramsar-Konvention besondere Schutzzonen für natürliche Feuchtgebiete auf dem Territorium des Landes. Sie besitzen gemäß dem Anliegen dieses völkerrechtlichen Vertrags eine hohe Bedeutung und dienen insbesondere dem Erhalt der Lebensräume von Wasser- und Watvögeln. In Südafrika sind diese Bestimmungen mit Wirkung vom 21. Dezember 1975 in Kraft.
In Südafrika existieren 29 Ramsar-Gebiete mit einer Gesamtfläche von 572.762 Hektar (Stand April 2023).
| Barberspan |

| Berg Estuary |

| Blesbokspruit |

| Botrivier |

| Insel Dassen |

| De Hoop Vlei |

| De Mond |

| Dyer-Insel |

| False Bay |

| Ingula |

| Kgaswane Mountain |

| Kosi Bay |

| Sibaya-See |

| Langebaan |

| Makuleke |

| Middlepunt Nature Reserve |

| Natal Drakensberg |

| Ndumo |

| Ntsikeni |

| Nylsvley |

| Oranje-Mündung |

| Seekoeivlei |

| St.-Lucia-See |

| Turtle/Coral |

| uMgeni Vlei |

| Verloren-Vallei |

| Verlorenvlei |

| Wilderness |

## Liste der Ramsar-Gebiete von Südafrika
(TRS) = grenzüberschreitend

Quellen:
| Name des Gebiets                                                                  | Bild            | Lage                                                                                | Koordinaten                      | Größe in ha | Ausweisungs- Datum | Bemerkungen |
| --------------------------------------------------------------------------------- | --------------- | ----------------------------------------------------------------------------------- | -------------------------------- | ----------- | ------------------ | --- |
| Barberspan Nature Reserve                                                         | Bild gesucht BW | North West, Tswaing                                                                 | 26° 35′ 7,8″ S, 25° 35′ 10″ O    | 3118        | 12. März 1975      | nationaler Status: Provincial Nature Reserve Ein Binnengewässer mit signifikanter Salinität zwischen Delareyville und Sannieshof. |
| Berg Estuary                                                                      | Bild gesucht BW | Western Cape                                                                        | 32° 51′ 0″ S, 18° 15′ 18″ O      | 1162,8      | 1. Februar 2022    | Mündungsgebiet des Berg River |
| Blesbokspruit Nature Reserve                                                      | Bild gesucht BW | Gauteng, Ekurhuleni                                                                 | 26° 20′ 15,4″ S, 28° 30′ 45,4″ O | 1858        | 2. Oktober 1986    | nationaler Status: Bird Sanctuary, Nature Reserve Grünzone entlang des Flusses Blesbokspruit, östlich von Springs zwischen Welgedacht Extension 1 und Nigel Outlying. |
| Bot–Kleinmond Estuarine System Botrivier Nature Reserve (Rooisand Nature Reserve) |                 | Western Cape, Overstrand                                                            | 34° 20′ 39,8″ S, 19° 6′ 52,2″ O  | 1349,8      | 31. Januar 2017    | nationaler Status: Provincial Nature Reserve internationaler Status: UNESCO-Biosphärenreservat, UNESCO-Welterbe Das Ästuar östlich von Kleinmond. |
| Dassen Island Nature Reserve                                                      |                 | Western Cape, Swartland                                                             | 33° 25′ 25″ S, 18° 5′ 13,2″ O    | 737         | 29. März 2019      | nationaler Status: Provincial Nature Reserve Insel vor der Atlantikküste bei Yzerfontein. |
| De Hoop Vlei                                                                      |                 | Western Cape, Cape Agulhas                                                          | 34° 26′ 36,2″ S, 20° 22′ 44,8″ O | 750         | 12. März 1975      | nationaler Status: Provincial Nature Reserve Langgestreckter küstennaher See mit fluviatilem Salzwasserzufluss (Salt River) im De Hoop Nature Reserve, östlich von Bredasdorp am De Hoope Village. |
| De Mond (Heuningnes Estuary)                                                      |                 | Western Cape, Cape Agulhas                                                          | 34° 42′ 46,1″ S, 20° 6′ 50,8″ O  | 918         | 2. Oktober 1986    | nationaler Status: Nature Reserve Langgestreckter Küstenstreifen am Indik mit Dünen zwischen Molshoop und Arniston. |
| Dyer Island Nature Reserve Complex Dyer Island und Geyser Island                  | Bild gesucht BW | Western Cape, Overstrand                                                            | 34° 41′ 15,4″ S, 19° 24′ 51,8″ O | 288         | 29. März 2019      | nationaler Status: Nature Reserve Zwei Inseln vor der Atlantikküste südlich von Gansbaai. |
| False Bay Nature Reserve                                                          |                 | Western Cape, Kapstadt                                                              | 34° 4′ 25″ S, 18° 30′ 53,6″ O    | 1542        | 2. Februar 2015    | nationaler Status: Local Authority Nature Reserves, Schutzgebiet gemäß National Environmental Management: Protected Areas Act (Act 57 of 2003) / NEMPAA Ein küstennahes Feuchtgebiet in den Cape Flats mit dem Rondevlei Bird Sanctuary zwischen Muizenberg und Strandfontein an der False Bay im Süden von Kapstadt.                                                        |
| Ingula Nature Reserve                                                             | Bild gesucht BW | KwaZulu-Natal und Free State Province, Alfred Duma und Phumelela                    | 28° 15′ 25,2″ S, 29° 34′ 59,5″ O | 8084        | 1. März 2021       | nationaler Status: Protected Area Nature Reserve Aus zwei Teilen bestehendes Schutzgebiet nordöstlich von Van Reenen im Umfeld des Bedford Dam und des Bramhoek Dam sowie im Bereich der kontinentalen Wasserscheide zwischen den Einzugsgebieten des Wilge River und des Thukela River. Das Schutzgebiet entstand im Zusammenhang mit dem Bau des Ingula-Pumpspeicherwerks. |
| Kgaswane Mountain Reserve (Rustenburg Nature Reserve)                             |                 | North West, Rustenburg und Kgetlengrivier                                           | 25° 43′ 41,5″ S, 27° 11′ 58,9″ O | 4952,4      | 29. März 2019      | nationaler Status: NEMPAA Internationaler Status: UNESCO-Biosphärenreservat Ein Höhenzug am westlichen und südwestlichen Stadtrand von Rustenburg, der Teil des Magaliesberg Biosphere Reserve ist. |
| Kosi Bay                                                                          |                 | KwaZulu-Natal, Umhlabuyalingana                                                     | 26° 57′ 29,5″ S, 32° 50′ 47″ O   | 10.982      | 28. Juni 1991      | nationaler Status: Nature Reserve internationaler Status: UNESCO-Welterbe Vier küstennahe Seen eines Ästuars mit Sumpfzonen an der Küste des Indik sowie im iSimangaliso-Wetland-Park liegend. Die geschützte Fläche erstreckt sich östlich von Manguzi bis zur Grenze zwischen Mosambik und Südafrika.                                                                      |
| Lake Sibaya                                                                       |                 | KwaZulu-Natal, Umhlabuyalingana                                                     | 27° 21′ 34,6″ S, 32° 41′ 16,1″ O | 7750        | 28. Juni 1991      | internationaler Status: UNESCO-Welterbe Größter Süßwassersee Südafrikas mit Sumpfwäldern, bewaldeten Dünen zum Indik und feuchten Graslandschaften; östlich der Siedlung Mseleni gelegen. |
| Langebaan                                                                         |                 | Western Cape, Saldanha Bay                                                          | 33° 9′ 6,8″ S, 18° 3′ 54″ O      | 6000        | 25. April 1988     | nationaler Status: Nationalpark internationaler Status: UNESCO-Welterbe Eine Lagune an der Saldanha Bay im West-Coast-Nationalpark, die sich von der Ortschaft Langebaan nach Süden erstreckt und vom Atlantik durch eine Halbinsel mit dem Postberg als höchste Erhebung abgetrennt ist.                                                                                    |
| Makuleke Wetlands                                                                 |                 | Limpopo, Mutale                                                                     | 22° 22′ 15,6″ S, 31° 13′ 35,8″ O | 7757        | 25. April 1988     | nationaler Status: Nationalpark internationaler Status: UNESCO-Welterbe Ein Abschnitt des Limpopotales westlich von Pafúri im nördlichsten Abschnitt des Kruger-Nationalparks. |
| Middelpunt Nature Reserve                                                         | Bild gesucht BW | Mpumalanga                                                                          | 25° 32′ 44,2″ S, 30° 7′ 43″ O    | 510.3       | 15. März 2023      | nationaler Status: Nature Reserve Feuchtgebiet am Oberlauf des Lakenvleispruit |
| Natal Drakensberg Park                                                            |                 | KwaZulu-Natal, Okhahlamba, Imbabazane, Impendle, uMngeni, Dr Nkosazana Dlamini Zuma | 29° 23′ 40,9″ S, 29° 32′ 22,2″ O | 242.813     | 21. Januar 1997    | nationaler Status: Wilderness Area, Nature Reserve, Game Reserve, Provincial Park, State Forest Ein zwischen 1300 m und 3377 m Höhe liegendes Gebiet entlang der Grenze mit Lesotho in den südöstlichen Abhängen der Natal-Drakensberge. |
| Ndumo Game Reserve                                                                |                 | KwaZulu-Natal, Jozini                                                               | 26° 52′ 17,4″ S, 32° 14′ 47″ O   | 10.117      | 21. Januar 1997    | nationaler Status: Nature Reserve Sehr ausgedehnte Schwemmlandebenen im Bereich des Zusammenflusses von Usuthu und Pongolo. |
| Ntsikeni Nature Reserve                                                           | Bild gesucht BW | KwaZulu-Natal, Greater Kokstad und Umzimkhulu                                       | 30° 8′ 3,8″ S, 29° 27′ 32,4″ O   | 9200        | 2. Februar 2010    | nationaler Status: Nature Reserve Eines der höchstgelegenen Feuchtgebiete Südafrikas, das sich in einer über 2000 m hinausragenden Berglandschaft befindet. |
| Nylsvley Nature Reserve                                                           |                 | Limpopo, Modimolle-Mookgophong                                                      | 24° 38′ 31,6″ S, 28° 41′ 44,2″ O | 3970        | 7. Juli 1998       | nationaler Status: Nature Reserve Feuchtgebiete eines Flusslaufes südlich von Mookgophong (Naboomspruit). |
| Orange River Mouth (TRS)                                                          |                 | Northern Cape, Richtersveld                                                         | 28° 35′ 55,3″ S, 16° 27′ 51,8″ O | 2000        | 28. Juni 1991      | nationaler Status: keiner Feuchtgebiete im Unterlauf und Ästuar des Oranje westlich von Alexander Bay. |
| Prince Edward Islands                                                             |                 | Western Cape, City of Cape Town Metropolitan Municipality                           | 46° 45′ 48,2″ S, 37° 51′ 46,8″ O | 37.500      | 22. Mai 2007       | nationaler Status: Special Nature Reserve Zwei Inseln im südwestlichen Indik zwischen Südafrika und der Antarktis. |
| Seekoeivlei Nature Reserve                                                        | Bild gesucht BW | Free State Province, Phumelela                                                      | 27° 34′ 33,2″ S, 29° 35′ 4,2″ O  | 4754        | 21. Januar 1997    | nationaler Status: Nature Reserve Areale entlang eines Flusslaufs nördlich von Memel. |
| St. Lucia System St.-Lucia-See                                                    |                 | KwaZulu-Natal, Big Five Hlabisa                                                     | 27° 57′ 35,3″ S, 32° 29′ 53,5″ O | 155.500     | 2. Oktober 1986    | nationaler Status: Wetland Park, State Forest Reserve internationaler Status: UNESCO-Welterbe Ein partielles Seegebiet mit Dünenlandschaft an der Küste zum Indik im iSimangaliso-Wetland-Park. |
| Turtle Beaches/Coral Reefs of Tongaland                                           | Bild gesucht BW | KwaZulu-Natal, Big Five Hlabisa                                                     | 27° 37′ 43,7″ S, 32° 49′ 13,1″ O | 39.500      | 2. Oktober 1986    | nationaler Status: Marine Reserve internationaler Status: UNESCO-Welterbe Ein Meeresschutzgebiet auf dem Festlandsockel am Indik zwischen St.-Lucia-See und der Grenze mit Mosambik. |
| uMgeni Vlei Nature Reserve                                                        | Bild gesucht BW | KwaZulu-Natal, Impendle                                                             | 29° 29′ 21,5″ S, 29° 49′ 36,8″ O | 958         | 19. März 2013      | nationaler Status: Nature Reserve internationaler Status: BirdLife IBA Ein hoch gelegenes (um 1840 m) Feuchtgebiet im Drakensberg Alpine Centre. |
| Verloren Vallei Nature Reserve                                                    | Bild gesucht BW | Mpumalanga, Emakhazeni                                                              | 25° 19′ 59,5″ S, 30° 7′ 40,4″ O  | 5891        | 19. März 2013      | nationaler Status: Provincial Nature Reserve Ein Naturschutzgebiet nördlich von Dullstroom in einer Höhenlage über 2000 m. |
| Verlorenvlei                                                                      |                 | Western Cape, Cederberg                                                             | 32° 20′ 21,8″ S, 18° 25′ 31,4″ O | 1500        | 28. Juni 1991      | nationaler Status: keiner Das Ästuar des periodischen Flusses Elandsbaai als Naturschutzgebiet mit Dünen und Marschland. |
| Wilderness Lakes                                                                  | Bild gesucht BW | Western Cape, George und Knysna                                                     | 33° 59′ 33,4″ S, 22° 42′ 4,3″ O  | 1300        | 28. Juni 1991      | nationaler Status: Nationalpark, Wilderness Area, Nature Reserve Ein Naturschutzgebiet zwischen den Küstenstädte George und Knysna am Indik. |